# Transkaukasus-Eisenbahn
Die Transkaukasus-Eisenbahn (russisch Закавказская железная дорога, georgisch ტრანსკავკასიური რკინიგზა, unzutreffenderweise auch Südkaukasus-Eisenbahn genannt, wobei letztere Bezeichnung eigentlich nur die von den Russischen Eisenbahnen betriebene Eisenbahn in Armenien betrifft) bezeichnet Eisenbahngesellschaften, die auf dem Gebiet des heutigen Georgien, Aserbaidschan und Armenien tätig waren. Auch das von ihnen betriebene Streckennetz wurde als Transkaukasus-Eisenbahn bezeichnet.

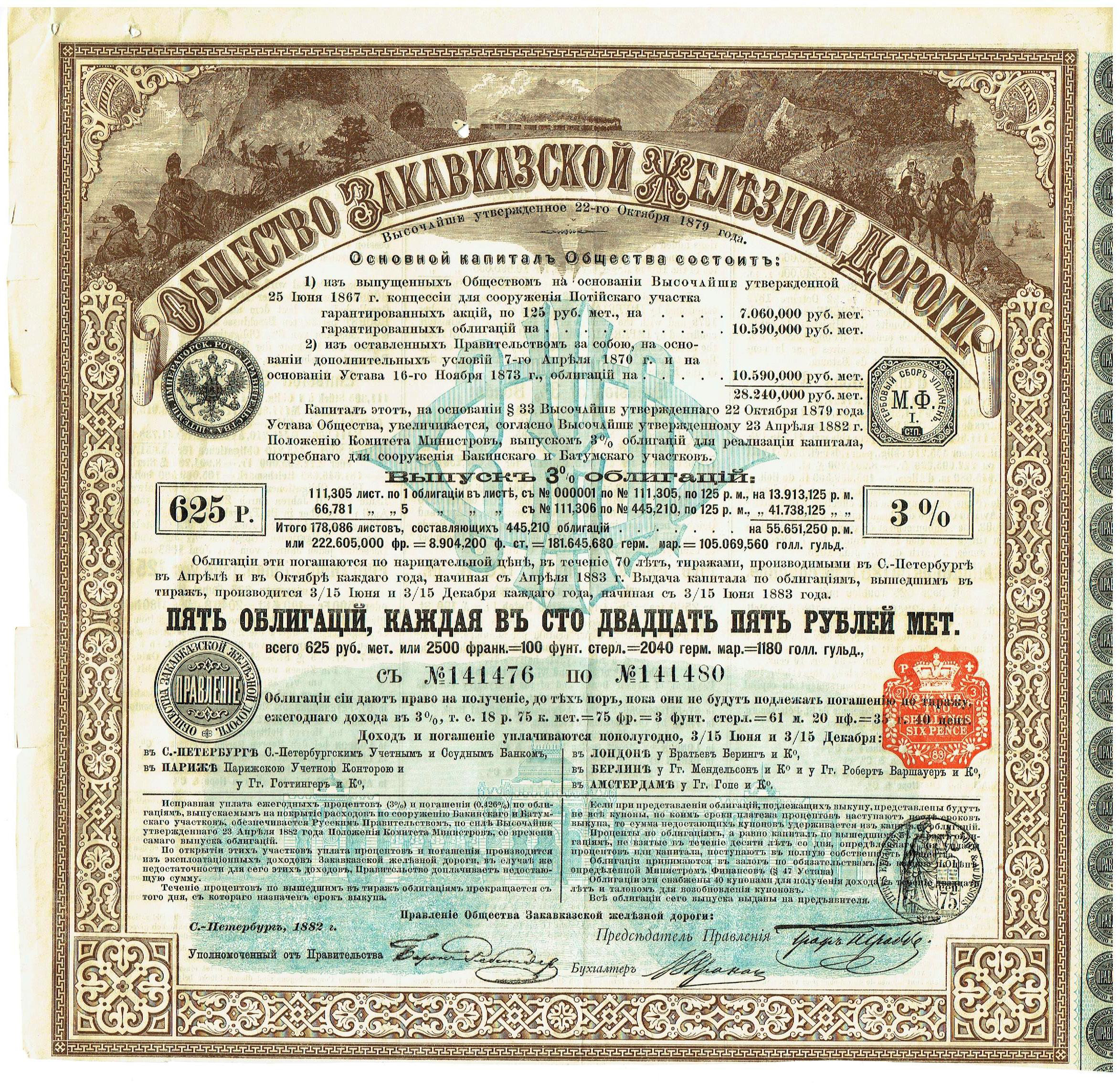
Sammelobligation der transcaucasischen Eisenbahn-Gesellschaft vom 23. April 1882

Hauptstrecke der Transkaukasus-Eisenbahn von Batumi bis Baku

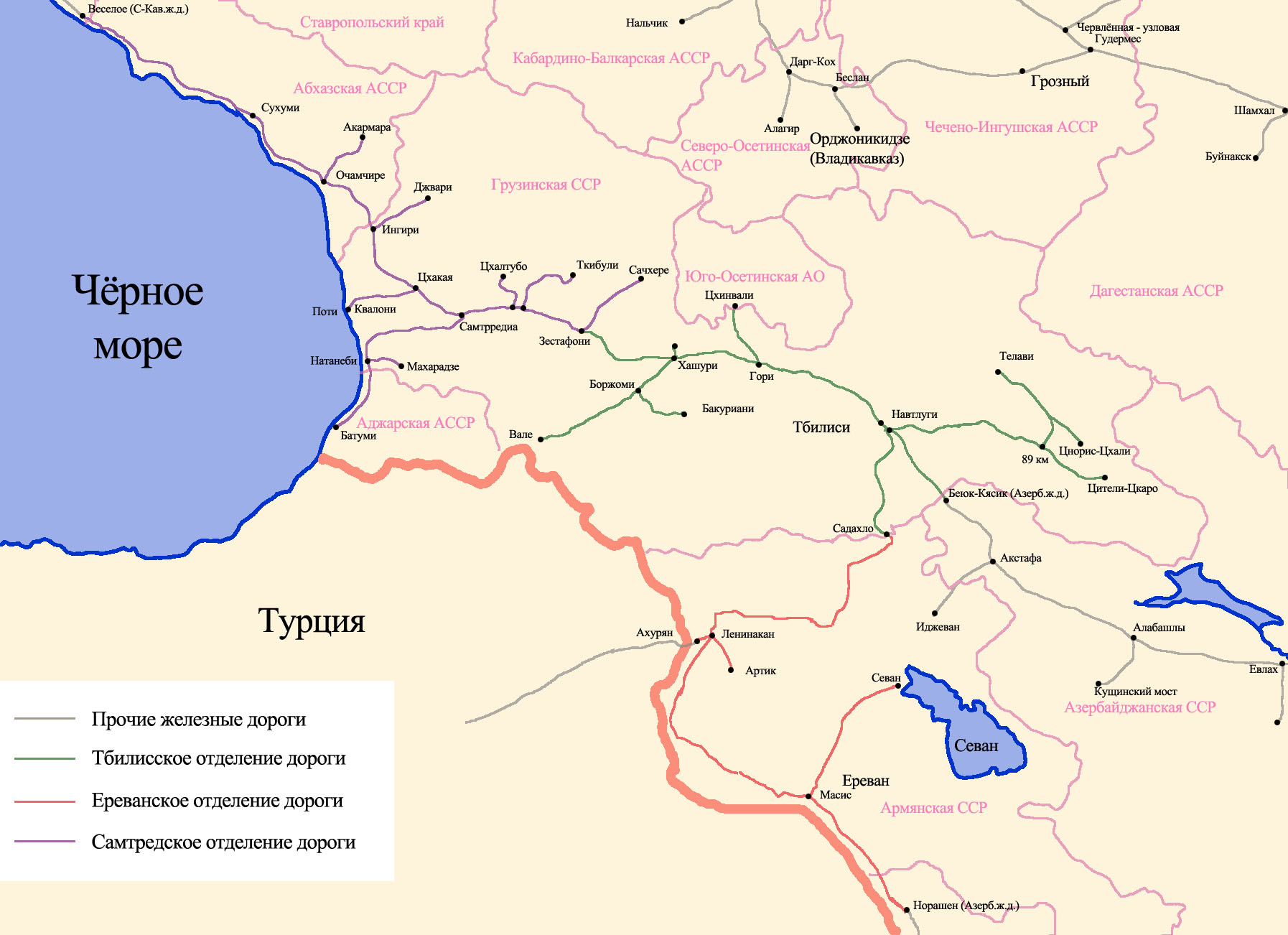
Nebenstrecken der Transkaukasus-Eisenbahn in Georgien, 1967

## Geschichte

### Russisches Reich
Die erste Eisenbahngesellschaft, die hier tätig wurde, war privatwirtschaftlich organisiert. 1871 wurde die Eisenbahngesellschaft Poti-Tiflis (russisch Поти-Тифлисской Железной Дороги) gegründet. Ihre wichtigste Eisenbahnstrecke war die Verbindung Batumi/Poti–Tiflis–Baku. Diese Gesellschaft ging 1883 in der Transkaukasus-Eisenbahn (russisch Закавказской железной дорога) auf. Die Transkaukasus-Eisenbahn wiederum wurde 1889 verstaatlicht, wobei aber der Name beibehalten wurde (Kaiserlich Russische Transkaukasus-Staatsbahn). Zum 1. Dezember 1899 übernahm die Transkaukasus-Eisenbahn die Tiflis-Karsker Eisenbahn.

### Sowjetunion
Die Eisenbahnen in der Sowjetunion waren in relativ selbständige „Eisenbahndirektionen“ unter dem Dach der Sowjetischen Eisenbahnen (SŽD/СЖД) gegliedert. Die für den Bereich südlich der Großen Kaukasus zuständige „Eisenbahndirektion“ übernahm die Bezeichnung „Transkaukasus-Eisenbahn“ (resp. „Transkaukasische Eisenbahn“ bei Übersetzung des russischen Namens).

### Seit 1991
Nach dem Zerfall der Sowjetunion wurden die Eisenbahnlinien unter den Nachfolgestaaten der Sowjetunion aufgeteilt. Die Strecken in Georgien wurden von der Georgischen Eisenbahn erworben. Die Strecke in Abchasien ging an die Abchasische Eisenbahn und wurde 2009 von den Russischen Eisenbahnen übernommen. Die Strecken in Aserbaidschan und Nachitschewan gingen an die Aserbaidschanische Eisenbahn, und die Linien in Armenien an die Armenische Eisenbahn, die nun als Südkaukasus-Eisenbahn in einer Tochtergesellschaft der Russischen Eisenbahnen geführt wird.